# Уэст-Плейнс
Уэст-Плейнс (англ. West Plains) — город на юге штата Миссури в США. Является административным центром округа Хауэлл.

## История
История города прослежена до 1832 года, когда Джосия Хауэлл основал первое поселение в данном регионе. Своё название город получил потому, что поселение находилось в прерии в западном направлении от ближайшего города Томасвилль. В годы гражданской войны город находился на границе между Союзом и Конфедерацией, из-за чего претерпел крупные разрушения из-за постоянной партизанской войны.

## Население
Численность населения города составляла 11 986 человек в 2010 году, из них 93,8 % — белые американцы, 0,8 % — негры, 2,2 % — латиноамериканцы, 0,9 % — выходцы из Восточной и Юго-Восточной Азии.